# Осмех (филм из 2022)
Осмех (енгл. Smile) амерички је психолошки хорор филм из 2022. у режији и по сценарију Паркера Фина. Главну улогу глуми Соси Бејкон као терапеуткиња која, након што је била сведок бизарног самоубиства пацијента, пролази кроз узнемирујућа и застрашујућа искуства, што је наводи да верује да је оно што доживљава натприродно.
Премијера је приказан 22. септембра 2022. на филмском фестивалу Fantastic Fest, док је 30. септембра приказиван у биоскопима Сједињеним Америчким Државама, односно 29. септембра у Србији. Добио је углавном позитивне рецензије критичара. Остварио је комерцијални успех, зарадивши 216 милиона долара наспрам буџета од 17 милиона долара. Наставак, Осмех 2, премијерно је приказан у октобру 2024.

## Радња
На психијатријском одељењу болнице, др Роуз Котер упознаје студенткињу Лору Вивер која је неколико дана раније била сведок самоубиства свог професора. Она тврди да је од тада прогања ентитет који изгледа као насмејани људи и да су јој рекли да јој је остало само 7 дана до смрти. Лаура одједном почиње да вришти и паничи, а Роуз позива у помоћ. Лаура одједном постаје необично мирна и насмејана, пре него што је пререзала гркљан, а затим се убила комадом разбијене саксије, застрашујући Роуз.
Следећег дана, други пацијент, Карл, се смеши и виче Роуз "Умрећеш!" Роуз позива медицинске сестре да обуздају Карла, али схвата да је Карл све време спавао и да је све била само халуцинација. Забринут за Роузино ментално здравље, њен надзорник, др Морган Десаи, наређује Роуз да узме недељу дана одмора. Роузине халуцинације се настављају и наредних дана, што доводи до погоршања њених односа са вереником Тревором и њеном сестром Холи, што сугерише да би она могла да представља опасност за себе. Роуз посећује своју бившу терапеуткињу, др Медлин Норткот, која сугерише да Роузини проблеми потичу из детињства, током којег је била сведок смрти њене насилне и ментално нестабилне мајке од превелике дозе.
Касније, Роуз присуствује рођенданској забави за свог нећака, сина њене старије сестре, Холи. Када одмота свој поклон, уместо да пронађе воз у поклон пакету, проналази Роузину мртву мачку која је нестала дан раније, а која је некако заменила садашњост, ужасујући све. Роуз узалуд покушава да је убеди да није убила своју мачку и види госта који јој се жалосно смеши, због чега је пала на стаклени сточић за кафу и повредила је. Роуз је уверена да је она жртва клетве, чија је жртва била и Лаура, иако њен вереник Тревор мисли да је полудела.
Сазнавши да јој се Лаурин професор осмехнуо пре смрти, Роуз посећује професорову удовицу Викторију и сазнаје да је он такође био сведок самоубиства непосредно пре њеног. На крају је избацила Роуз, мислећи да је луда. Тада Роуз одлази да потражи помоћ од свог бившег дечка Џоела, полицијског инспектора, како би проверила старе кривичне досијее. Откривају неколико случајева људи који су недавно били сведоци самоубиства који су се убили пред другом особом и да су ти људи испољили језиви осмех пре него што су се убили, сваки пут преносећи клетву на другу особу.
Роуз покушава да реши ствари са Тревором, али постаје бесна након што схвати да је позвао Медлин да пружи психолошку интервенцију, а да претходно није питао Роуз. Узнемирена, одлази да разговара са Холи, која такође одбацује Роузино веровање у клетву. Холи упоређује Роузино понашање са понашањем њихове покојне мајке, а Роуз оптужује Холи да ју је напустила пре него што је њихова мајка умрла. Касније се ентитет појављује као Холи и показује Роуз жалосни осмех док Роуз даје илузију да је Холи извршила самоубиство испред ужаснуте Роуз, смешкајући се.
Роуз и Џоел откривају једини изузетак у ланцу самоубистава: убицу (убицу упркос себи јер је једини преживео клетву и морао је да убије некога против своје воље да би успео да побегне од клетве), осуђеног Роберта Талија. Роуз и Џоел га посећују у затвору, где он тврди да се ентитет храни траумом и да је једини начин да му побегне да брутално убије неког другог пред сведоком да би га трауматизирао. Роуз љутито одбацује ову идеју. Касније се ентитет поново појављује у Медилининој медицинској ординацији у виду потоњег који упозорава Роуз да се приближава судбоносни тренутак и исмејава Роуз на садистички начин. Роуз одлази у његову болницу са ножем и убија Карла, али се испоставља да је то халуцинација. Роуз се буди у ауту и затече Моргана како стоји напољу. Он примећује нож, али она бежи пуном брзином, што га је навело да упозори полицију.
Роуз се вози до своје напуштене породичне куће, схватајући да не може да пренесе клетву ентитета ако умре сама. Ентитет се појављује као Роузина мајка, (из неколико флешбекова приказаних током филма) открива се да је Роуз одлучила да не позове помоћ за своју мајку због мајчиног насилног понашања које је трауматисало Роуз, дете. Демон напада Роуз и ватра избија у борби, очигледно убијајући демона. Роуз бежи из куће и враћа се у Џоелов стан. Џоел се смеши Роуз, која схвата да је то још једна халуцинација, и да је она још увек у старој кући и да јој је демон дао лажну наду да је разбила клетву како би боље разбила Роузин дух и наде.
У стварности, Џоел је пратио Роузин телефон до њене старе куће и пронашао је напољу. Роуз паничи и враћа се унутра, где демон открива свој прави облик: полухуманоидно монструозност без коже са више скупова деформисаних чељусти смештених у огромним устима које се церекају. Поглед на демоново лице доводи до тога да Роуз падне у транс, а демон је опседне ушуњајући се у Роузина уста. Џоел разваљује улазна врата и види како се насмејана Роуз запалила, пред беспомоћним очима Џоела који постаје нова жртва клетве.

## Улоге
| Глумац         | Улога              |
| -------------- | ------------------ |
| Соси Бејкон    | др Роуз Котер      |
| Кајл Голнер    | Џоел               |
| Кејтлин Стејси | Лора Вивер         |
| Џеси Т. Ашер   | Тревор             |
| Роб Морган     | Роберт Толи        |
| Кал Пен        | др Морган Десај    |
| Робин Вајгерт  | др Мадлин Нортскот |
| Џуди Рејес     | Викторија Муњоз    |
| Џилијан Зинсер | Холи               |
| Дора Кис       | мама               |
| Кевин Кепи     | мама из кошмара    |
| Ник Арапоглу   | Грег               |
| Сара Капнер    | Стефани            |
| Џек Соше       | Карл Ренкен        |